# Meioneta cincta
Meioneta cincta là một loài nhện trong họ Linyphiidae.
Loài này thuộc chi Meioneta. Meioneta cincta được Alfred Frank Millidge miêu tả năm 1991.